# Cracked Nuts
Cracked Nuts é um filme estadunidense de 1931 do gênero comédia, dirigido por Edward F. Cline e estrelado por Bert Wheeler e Robert Woolsey.
Dos três filmes feitos pela dupla Wheeler-Woolsey nesse ano, este foi o mais bem-sucedido nas bilheterias.

## Sinopse
Zander Ulysses Parkhurst (ou simplesmente Zup) ganha o reino de El Dorania em um jogo e sofre com as tentativas de golpe de estado do General Bogardus. Enquanto isso, seu amigo Wendell tenta tirar Betty das garras da Tia Minnie, que não vai com a cara dele. Para provar seu valor, Wendell resolve financiar uma revolução em El Dorania -- sem saber que o rei agora é Zup.

## Elenco
| Ator/Atriz      | Personagem               |
| --------------- | ------------------------ |
| Bert Wheeler    | Wendell Graham           |
| Robert Woolsey  | Zander Ulysses Parkhurst |
| Dorothy Lee     | Betty Harrington         |
| Edna May Oliver | Tia Minnie Van Varden    |
| Leni Stengel    | Rainha Carlotta          |
| Stanley Fields  | General Bogardus         |
| Boris Karloff   | Boris                    |
| Frank Thornton  | Um revolucionário        |